# HD 143183
HD 143183o también conocido como V558 Normae es una estrella supergigante roja. Se encuentra en la constelación de Norma, a unos 6850 Años luz o 2 kiloparsecs del sol, de tipo espectral M3Ia, miembro de la organización estelar Norma OB1, posee una magnitud visual de 7.3 a 8.6, una magnitud absoluta de -7.5 una masa de 20 Soles, una luminosidad de 254,000 soles, una temperatura de entre 3443K y 3605K y un radio de 1147 radios solares. Si estuviera en lugar del Sol sería un poco más grande que la orbita de Júpiter